# Коткозерская волость
Коткозе́рская во́лость — волость в составе Олонецкого уезда Олонецкой губернии. Волость состояла из 52 населённых пунктов (1905). Волостное правление располагалось в селении Погостское (Коткозерский погост).
В настоящее время территория Коткозерской волости относится в основном к Олонецкому району Республики Карелия.

## География
Самым удалённым от волостного правления поселением было Лисья сельга (25 вёрст).

## История
В сентябре 1881 года крестьянин Ефим Иванов, в подвале своего дома вырыл чугунный горшок, закрытый каменной плитой. В горшке находились 148 старинных монет, в том числе 37 монет чеканки 1758—1803 годов. Клад был продан в Олонце за 2 рубля 70 копее и поступили в Олонецкий Музей («Олонецкие Губернские Ведомости», № 3 от 13.01.1882).
Постановлением ВЦИК и СНК РСФСР от 4 августа 1920 года в населённых карелами местностях Олонецкой и Архангельской губерний была образована Карельская трудовая коммуна и волость вошла в состав Карельской трудовой коммуны. В 1923 году волость вошла в состав образованной Автономной Карельской ССР.
В ходе реформы административно-территориального деления СССР в 1927 году волость была упразднена, а её территория разделена между Святозерским и Олонецким районами.
В 1994—2004 гг. существовала Коткозерская волость в составе Республики Карелия и Коткозерское волостное управление.

## Состав

### Сельские общества
В состав волости входили сельские общества, включающие 52 деревни:
- Вагвозерское общество
- Коткозерское общество
- Сармяжское общество

### Насёленные пункты
| Вагвозерское общество                                   |       |         |       |               |
| Поселение                                               | Семей | Человек | До ВП | Школа         |
| Утозеро при Утозерском озере                            | 28    | 139     | 8     | В 0,25 версты |
| Лахта Утозерская при Утозерском озере                   | 7     | 40      | 8     | Есть          |
| Тюрьяла при Утозерском озере                            | 8     | 34      | 8     | В 0,25 версты |
| Иполитово при озере Иполитовском                        | 13    | 67      | 11    | В 3 верстах   |
| Сигозеро (Сатозеро) при озере Иполитовском              | 9     | 52      | 11    | В 3 верстах   |
| Афонасьева гора (Хорошая) при озере Сигозере            | 14    | 80      | 13    | В 5 верстах   |
| Павой гора                                              | 9     | 52      | 16    | В 4 верстах   |
| Кель наволок при озере Матчезере                        | 9     | 45      | 19    | В 2 верстах   |
| Березов наволок (Березова гора 2-я) при озере Матчезере | 11    | 64      | 20    | В 1 версте    |
| Матчезеро (Миттяйла) при озере Матчезере                | 28    | 163     | 21    | Есть          |
| Лисья сельга                                            | 5     | 25      | 25    | В 5 верстах   |
| Вайвас-ламба (Мелентиева)                               | 2     | 10      | 21    | В 9 верстах   |
| Вагвозеро при озере Вагвозере                           | 34    | 186     | 19    | Есть          |
| Воронова сельга при озере Вагвозере                     | 13    | 74      | 21    | В 2 верстах   |
| Сеппю-вара                                              | 24    | 106     | 20    | Есть          |
| Ивка (Элчуева)                                          | 4     | 23      | 20    | В 2 верстах   |
| Березова-сельга                                         | 4     | 31      | 19    | В 2 верстах   |
| Сорочья-гора при реке Порой                             | 11    | 68      | 18    | В 3 верстах   |
| Тулос-озеро при реке Порой                              | 16    | 77      | 20    | В 4 верстах   |
| Тигвера при реке Порой                                  | 15    | 72      | 21    | В 6 верстах   |
| Итого                                                   | 264   | 1408    |       | 4             |

| Коткозерское общество                     |       |         |       |               |
| Поселение                                 | Семей | Человек | До ВП | Школа         |
| Новая Заживка (Тихон сельга)              | 4     | 9       | 3     | В 3 верстах   |
| Салма при озере Коткозере                 | 9     | 59      | 0,13  | В 0,25 версты |
| Челмозеро при озере Челмозере             | 12    | 69      | 14    | В 14 верстах  |
| Лумбозеро при озере Лумбозере             | 14    | 80      | 6     | В 6 верстах   |
| Канзозеро при озере Канзозере             | 6     | 43      | 5     | В 5 верстах   |
| Ченже Кескозеро при озере Ченже Кескозере | 14    | 60      | 7     | В 7 верстах   |
| Емельянова-сельга при Ламбе               | 8     | 37      | 9     | В 9 верстах   |
| Панчу-лахта при озере Коткозере           | 2     | 13      | 1     | В 1 версте    |
| Матчейла при озере Коткозере              | 23    | 141     | 0,13  | Есть          |
| Погосткая при озере Коткозере             | 21    | 84      | 0     | Есть          |
| Степанов-наволок при озере Коткозере      | 20    | 107     | 1,5   | В 1,5 верстах |
| Лахта                                     | 5     | 17      | 3     | В 3 верстах   |
| Виллала (Ватчейла) при озере Виллала      | 18    | 96      | 1     | В 1 версте    |
| Вехтозеро (Феофанова)                     | 4     | 20      | 1     | В 1 версте    |
| Гошкила при озере Кескозере               | 25    | 131     | 2     | В 2 верстах   |
| Другое Кескозеро при озере Кескозере      | 10    | 49      | 14    | В 14 верстах  |
| Гора при озере Кескозере                  | 7     | 57      | 3     | В 3 верстах   |
| Афонасьево озеро                          | 1     | 1       | 10    | В 10 верстах  |
| Итого                                     | 203   | 1073    |       | 2             |

| Сармяжское общество                    |       |         |       |               |
| Поселение                              | Семей | Человек | До ВП | Школа         |
| Торос-озеро при реке Олонке            | 16    | 79      | 10    | В 8 верстах   |
| Гойламба                               | 4     | 26      | 15    | В 11 верстах  |
| Березова-гора                          | 9     | 49      | 13    | В 5 верстах   |
| Сармяга при Ламбе (Озерко)             | 15    | 100     | 13    | В 0,25 версты |
| Уткина гора при Ламбе (Озерко)         | 17    | 98      | 13    | В 0,25 версты |
| Ламба (Возле-ламбы) при Ламбе (Озерко) | 10    | 46      | 13    | Есть          |
| Вехку-сельга                           | 16    | 105     | 13    | В 1 версте    |
| Пуско-сельга при озере Пуско-сельгском | 13    | 63      | 15    | В 8 верстах   |
| Нини-сельга при озере Нини-сельге      | 13    | 62      | 20    | В 9 верстах   |
| Чотчойла                               | 9     | 59      | 23    | В 9 верстах   |
| Конду-сельга при Ламбе (Озерко)        | 18    | 90      | 8     | В 5 верстах   |
| Ильина-гора при Ламбе (Озерко)         | 6     | 25      | 8     | В 5 верстах   |
| Журавлева-гора при Ламбе (Озерко)      | 3     | 18      | 8     | В 5 верстах   |
| Шулка при реке Олонке                  | 3     | 24      | 5     | В 5 верстах   |
| Итого                                  | 152   | 844     |       | 1             |

## Население
На 1890 год численность населения волости составляла 2832 человека.
На 1905 год численность населения волости составляла 3325 человек. Из них мужчин 1606, женщин 1719. Крестьян среди них 3294 (1592 муж / 1702 жен), некрестьянского населения 3294 (14 муж / 17 жен).
Самым многочисленным населённым пунктом было Вагвозеро (186 жителей), а самым малочисленным — Афонасьево озеро (1 житель).

## Инфраструктура
Личное подсобное хозяйство с зоной сельскохозяйственного использования, индивидуальная застройка усадебного типа. На 1905 год насчитывалось 613 домов и 619 семей из 3325 человек. В среднем на каждый крестьянский дом (семью) приходилось по 5,4 человек.
На 1905 год насчитывалось 867 лошадей, 1376 коров и 3708 голов прочего скота. В среднем на одну среднестатистическую крестьянскую семью приходилось 1,42 лошади, 2,25 коровы и 6,07 головы другого скота.
В волости в 1905 году было 7 школ: в селениях Лахта Утозерская, Матчезеро (Миттяйла), Вагвозеро, Сеппю-вара, Матчейла, Погосткая и Ламба (Возле-ламбы). В среднем на 475 человек приходилась 1 школа. Дальше всего до школы было добираться из селения Челмозеро (14 вёрст). В пределах пяти вёрст от ближайшей школы находилось 31 поселение общей численностью 2304 жителя (69,29 %).